# Borysiki
Borysiki (biał. Барысікі; ros. Борисики) – wieś na Białorusi, w obwodzie brzeskim, w rejonie prużańskim, w sielsowiecie Zieleniewicze, przy drodze republikańskiej .
W dwudziestoleciu międzywojennym leżały w Polsce, w województwie białostockim, w powiecie wołkowyskim. 